# Toxorhina (Ceratocheilus) bispinosa
Toxorhina (Ceratocheilus) bispinosa is een tweevleugelige uit de familie steltmuggen (Limoniidae). De soort komt voor in het Afrotropisch gebied.